# Phytoecia behen
Phytoecia behen är en skalbaggsart som beskrevs av Gianfranco Sama och Rejzek 1999. Phytoecia behen ingår i släktet Phytoecia och familjen långhorningar. Inga underarter finns listade i Catalogue of Life.